# Troll (Tolkien)
Nas obras de J. R. R. Tolkien, Trolls são grandes humanoides de grande força e intelecto pequeno.
Enquanto na mitologia nórdica, o troll era uma criatura mágica, com habilidades especiais, nos escritos de Tolkien eles são retratados como maus, estúpidos, com hábitos brutos, embora ainda suficientemente inteligentes para se comunicar em linguagem conhecida.
Os trolls aparecem inúmeras vezes nas adaptações cinematográficas da trilogia O Senhor dos Anéis (2001-2003) e O Hobbit (2012-2014), de Peter Jackson.

## Literatura
Em O Hobbit falam com grossos acentos cockney. Eles viram pedra quando expostos à luz solar, e gostam de comer carne (como carne de carneiro, hobbits e anões) e de beber cerveja. Enquanto ameaçam, os trolls em O Hobbit serviram como um elemento cômico. Eles ainda possuem nomes comuns como Tom, Bert e Bill.
Morgoth, o Valar maligno, criou os primeiros Trolls antes da Primeira Era. Eles eram fortes e cruéis, mas criaturas estúpidas. Sua grande fraqueza era virar pedra ao ver a luz do sol. Ninguém sabe como Morgoth conseguiu criá-los, embora Barbárvore disse que Trolls foram "feitos ... como uma cópia dos Ents", como Orcs eram cópias dos Elfos. Provavelmente são uma forma corrompida de alguma raça existente da Terra Média, como Morgoth e Sauron só poderiam corromper as criaturas que já existiam, e não criar uma nova vida. Ambos O Hobbit e O Senhor dos Anéis, no entanto, mencionam que a luz solar vai devolvê-los à pedra de onde eles foram feitos.
Durante as guerras de Beleriand, Gothmog (o Senhor dos Balrogs) tinha um troll como guarda-costas. Durante a Nirnaeth Arnoediad, a Batalha das Lágrimas Incontáveis, em que Morgoth derrotou os exércitos unidos de Elfos, Homens e Anões, o grande guerreiro humano Húrin enfrentou os trolls de Gothmog para proteger a retirada do rei élfico Turgon. Como Morgoth ordenou a captura de Húrin vivo, o guerreiro conseguiu acabar com os trolls antes de ser capturado por orcs.
Muitos trolls morreram na Guerra da Ira, mas alguns sobreviveram e se juntaram a Sauron, o maior servo sobrevivente de Morgoth. Na Segunda e Terceira Era do Sol, os trolls estavam entre os guerreiros mais perigosos de Sauron.

### Tipos de trolls
Tolkien usou vários termos diferentes para os tipos de trolls, embora não parece ter sido alguma sobreposição de significados;
- Trolls de pedra foram os Trolls que se transformaram em pedra durante o dia, como os trolls em O Hobbit. Eles podiam falar, e usaram uma forma deturpada de Westron (traduzido para o inglês Cockney em O Hobbit).
- Trolls das colinas no norte das colinas gélidas de Valfenda mataram Arador, líder dos Guardiões do Norte e avô de Aragorn.[1] Tolkien descreveu os trolls de Eriador e os Shaws Troll, incluindo os três de O Hobbit, como trolls de pedra, sugerindo que "trolls-das-colinas" era um nome alternativo, ou talvez se referia a uma sub-classe. No Portão Negro do Exército do Oeste lutaram "trolls-das-colinas" de Gorgoroth, que (dada a descrição de Trolls no Apêndice F) são geralmente tidos como Olog-hai.
- Troll das cavernas atacaram a Sociedade do Anel em Moria. Um é descrito como tendo escuras escamas esverdeadas e sangue preto. Sua pele era tão espessa que quando Boromir atingiu um no braço sua espada foi entalhada e fez nenhum dano. No entanto, Frodo Bolseiro foi capaz de empalar o pé "descalço" do troll mesmo com a espada encantada Sting.[2]
- Trolls das montanhas são mencionados uma vez, empunhando o grande aríete Grond enquanto destruíam as portas de Minas Tirith.[3]
- Troll das neves são mencionados apenas na história de Helm Hammerhand. Quando Helm saiu vestido de branco durante o longo inverno para perseguir e matar seus inimigos, ele foi descrito como parecendo um troll da neve. Caso contrário, nada se sabe deles.[4]
- Olog-hai encontram-se descritos no Apêndice F (o termo não aparece na história propriamente dita). Eles eram "fortes, ágil, ferozes, e astuciosos" trolls criados por Sauron, não ao contrário do Uruk-hai. Ao contrário de outros trolls, eles poderiam suportar a luz solar, enquanto sob o domínio da vontade de Sauron. Raramente falavam e se dizia que não conhecem outra língua se não a Língua Negra, em que Olog-hai significa "povo troll" (no singular "troll" Olog). Eles apareceram em direção ao final da Terceira Era e podem ser encontrado perto de Dol Guldur e nas montanhas em torno de Mordor.[5] Uma vez que os "Trolls das colinas" de Gorgoroth que lutaram na Batalha do Morannon também poderia suportar a luz solar, estes são levado a serem os Olog-hai do Apêndice F. Eles são descritos como mais altos e mais largos do que os homens, com pele ou a armadura de escamas córneas. Eles tinham sangue negro. Peregrin Took matou seu líder; e após a destruição do Um Anel e da queda de Sauron, os trolls sobreviventes se espalharam com negligência.[6]
- Troll-Homem durante a batalha dos Campos do Pelennor, há uma referência a "homens como meio-trolls", também chamados de Troll-homens, mas não está claro se esses homens realmente tinham alguma ascendência troll ou simplesmente foram comparados com trolls (Para alguns leitores, a primeira interpretação é corroborada pelos termos similares e intercambiáveis "Orc-Homem" e "Meio-Orcs", referindo-se a mestiços criados por Saruman.).

## Análises e recepção literária
Nas sagas, trolls são representados como seres solitários e desfavorecidos, vivendo à margem da humanidade e às vezes interagindo com o mundo humano, geralmente de maneiras desagradáveis. Como um filólogo, Tolkien também podia conhecer outras peculiaridades associadas a trolls e a palavras relacionadas a trolls. Segundo a jornalista e escritora Nancy Martsch, "ele saberia que o significado primário de trylla na língua nórdica antiga é trabalhar com magia ou encantar. Esse significado ainda existe nas modernas línguas escandinavas, tanto que, na tradução norueguesa de O Senhor dos Anéis, Gandalf, o Mago, torna-se trollmannen Gandalv (ou Gandalf, o Feiticeiro)."